# Мороз, Николай Кириллович
Николай Кириллович Мороз (21 декабря 1921 — 9 ноября 1992) — командир орудия 138-го гвардейского артиллерийского полка 67-й гвардейской стрелковой дивизии 22-й армии 2-го Прибалтийского фронта, гвардии старшина, участник Великой Отечественной войны, кавалер ордена Славы трёх степеней.

## Биография
Родился 21 декабря 1921 года в селе Хотуничи ныне Сновский район Черниговской области (Украина) в семье крестьянина. Украинец. Окончил 7 классов. Работал кочегаром паровоза в локомотивном депо железнодорожной станции Щорс.
В Красной Армии с 27 октября 1940 года. В действующей армии – с 27 сентября 1941 года. Расчёт командира орудия 80-го гвардейского артиллерийского полка 67-й гвардейской стрелковой дивизии гвардии сержанта Н. К. Мороза в боях по ликвидации окружённой вражеской группировки под Сталинградом уничтожила 16 пулемётов, два противотанковых орудия, два миномёта, орудие полевой артиллерии, до 460 солдат и офицеров противника, разрушила 13 блиндажей. В декабре 1942 года командир орудия был награждён медалью «За оборону Сталинграда». 13 февраля 1943 года приказом командира дивизии генерал-майором Меркулов С. П. Н. К. Мороз был награждён орденом Красной Звезды.
5 июля 1943 года в боях на Курской Дуге его расчёт выкатил на прямую наводку и, отражая танковую атаку противника, уничтожил один танк и четыре подбил. Приказом командующего артиллерией 6 армии № 11/н от 18 июля 1943 года отважный командир орудия награждён орденом Отечественной войны 2-й степени.  
В дальнейшем участвовал в освобождении Украины, Белоруссии, Прибалтики. Член ВКП(б)/КПСС с 1943 года. Командир орудийного расчёта 138-го гвардейского артиллерийского полка (67-я гвардейская стрелковая дивизия, 6-я гвардейская армия, 2-й Прибалтийский фронт) гвардии старший сержант Мороз, командуя бойцами, в октябре 1944 года при прорыве сильно укреплённой обороны противника у населённого пункта Рекечай (Латвия) выкатил орудие на прямую наводку, поразил вражеский пулемёт, блиндаж и до 10 солдат. Приказом командира дивизии № 108/н от 4 ноября 1944 года гвардии старший сержант Мороз Николай Кириллович награждён орденом Славы 3-й степени.
29 октября 1944 года в районе села Утыни (северо-восточнее города Приекуле, Латвия) его расчёт  находился на прямой наводке с задачей поддержки наших обороняющихся подразделений. Во время атаки противника передовые стрелковые подразделения под натиском противника подались назад. Сложилась угроза обхвата с фланга. Н. К. Мороз метким огнём из орудия поджёг танк, подавил 3 пулемёта и вывел из строя более 20 солдат, чем обеспечил удержание занятой позиции. Приказом командующего 6-й гвардейской армией № 332/н от 16 января 1945 года гвардии старший сержант Мороз Николай Кириллович награждён орденом Славы 2-й степени.
Гвардии старшина Мороз Н. К. 4-5 марта 1945 года в боях близ населённого пункта Грябас (Латвия) поджёг танк, подавил 2 противотанковых орудия, 3 пулемёта, рассеял и частично истребил более взвода вражеской пехоты. В бою был тяжело ранен.
Указом Президиума Верховного Совета СССР от 15 мая 1946 года за образцовое выполнение заданий командования в боях с немецко-фашистскими захватчиками на завершающем этапе Великой Отечественной войны гвардии старшина Мороз Николай Кириллович награждён орденом Славы 1-й степени. Стал полным кавалером ордена Славы. 
В 1946 году был демобилизован. Жил в селе Турья Щорского района Черниговской области. Работал председателем колхоза. Умер 9 ноября 1992 года.

## Награды
- Орден Отечественной войны I степени (11.03.1985)[3]
- Орден Отечественной войны II степени (18.07.1943)[4]
- Орден Красной Звезды (13.02.1943)[5]
- Полный кавалер ордена Славы:
  - орден Славы I степени (31.03.1956)[6];
  - орден Славы II степени (16.01.1945)[7];
  - орден Славы III степени (4.11.1944)[8];
- медали, в том числе:
  - «За отвагу» (01.08.1944)[9]
  - «За оборону Сталинграда» (9.12.1944)[1]

- - «В ознаменование 100-летия со дня рождения Владимира Ильича Ленина» (6 апреля 1970)
  - «За победу над Германией в Великой Отечественной войне 1941—1945 гг.» (9 мая 1945[10])[11]
  - «20 лет Победы в Великой Отечественной войне 1941—1945 гг.» (7 мая 1965[12])
  - «30 лет Победы в Великой Отечественной войне 1941—1945 гг.»[13]
  - 40 лет Победы в Великой Отечественной войне 1941—1945 гг.[14]

- - «50 лет Вооружённых Сил СССР» (26 декабря 1967[15])
- Знак «25 лет победы в Великой Отечественной войне» (1970)

## Память
- На могиле установлен надгробный памятник
- Его имя увековечено в Главном Храме Вооружённых сил России, и навсегда запечатлено на мемориале «Дорога памяти» [16].